# Psychoda sinuosa
Psychoda sinuosa és una espècie d'insecte dípter pertanyent a la família dels psicòdids que es troba a Àsia: Corea del Nord.